# Iván Moreno Jiménez
Iván Moreno Jiménez (Málaga, Málaga, España, 14 de octubre de 1995) es un futbolista español. Juega de portero y su equipo actual es el Antequera Club de Fútbol de la Primera Federación de España. 

## Trayectoria

### Clubes
| Antequera Club de Fútbol    | España | 2013-2015        |
| Atlético Malagueño          | España | 2015-2016        |
| Club Deportivo Rincón       | España | 2016-2017        |
| Unión Deportiva San Pedro   | España | 2017-2018        |
| Club Deportivo Alcoyano     | España | 2017-2018        |
| Club Deportivo Alhaurino    | España | 2018-2019        |
| Antequera Club de Fútbol    | España | 2019-2022        |
| Club Polideportivo Cacereño | España | 2022-2023        |
| Antequera Club de Fútbol    | España | 2023-actualmente |

### Distinciones individuales
| Mejor portero de Tercera División Grupo IX | 2021 |